# Domino

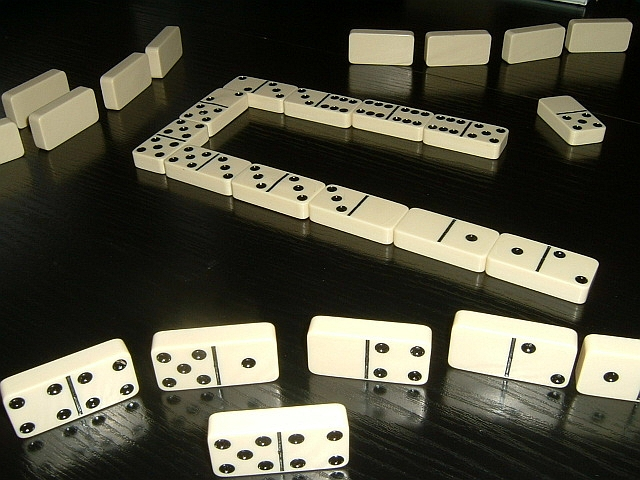
Dominopartie

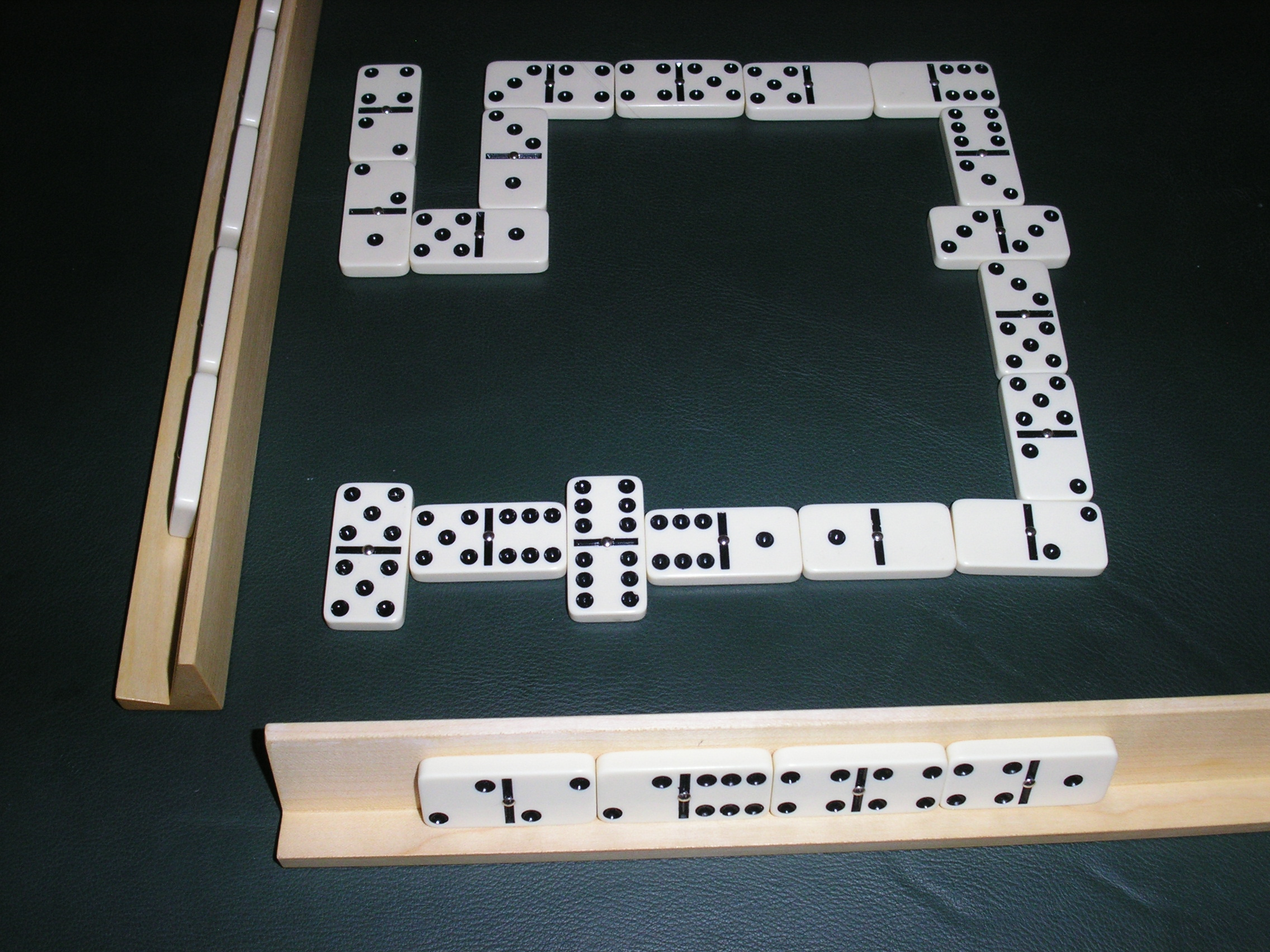
Aufwändig gearbeitete Dominosteine besitzen in der Mitte kleine Noppen, sodass die Steine zur Erleichterung des Mischens nicht ganz flach auf dem Tisch zu liegen kommen; Dominoleisten hindern die Steine am Umfallen

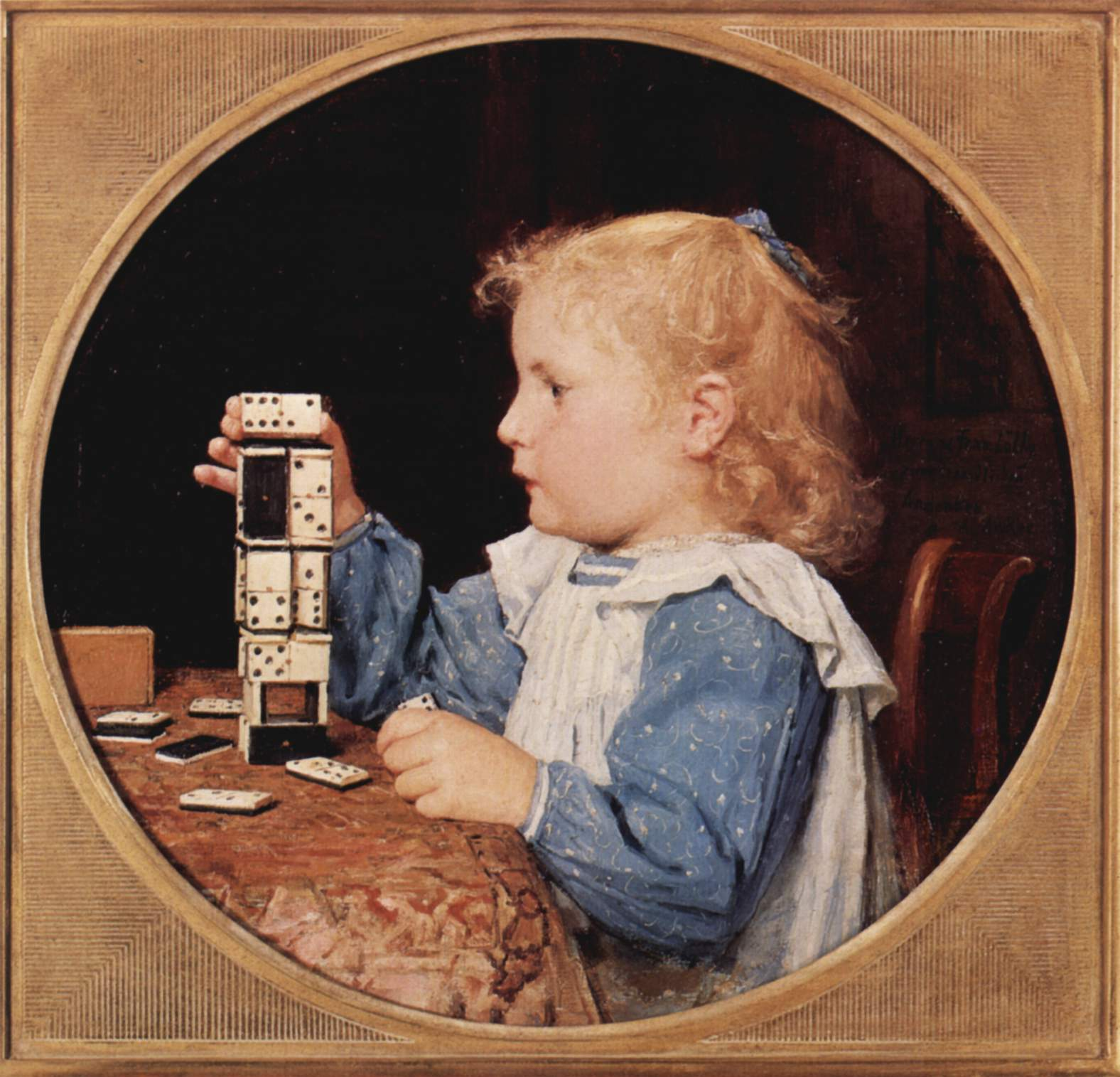
Albert Anker: Das Mädchen mit den Dominosteinen, zweite Hälfte des 19. Jh.

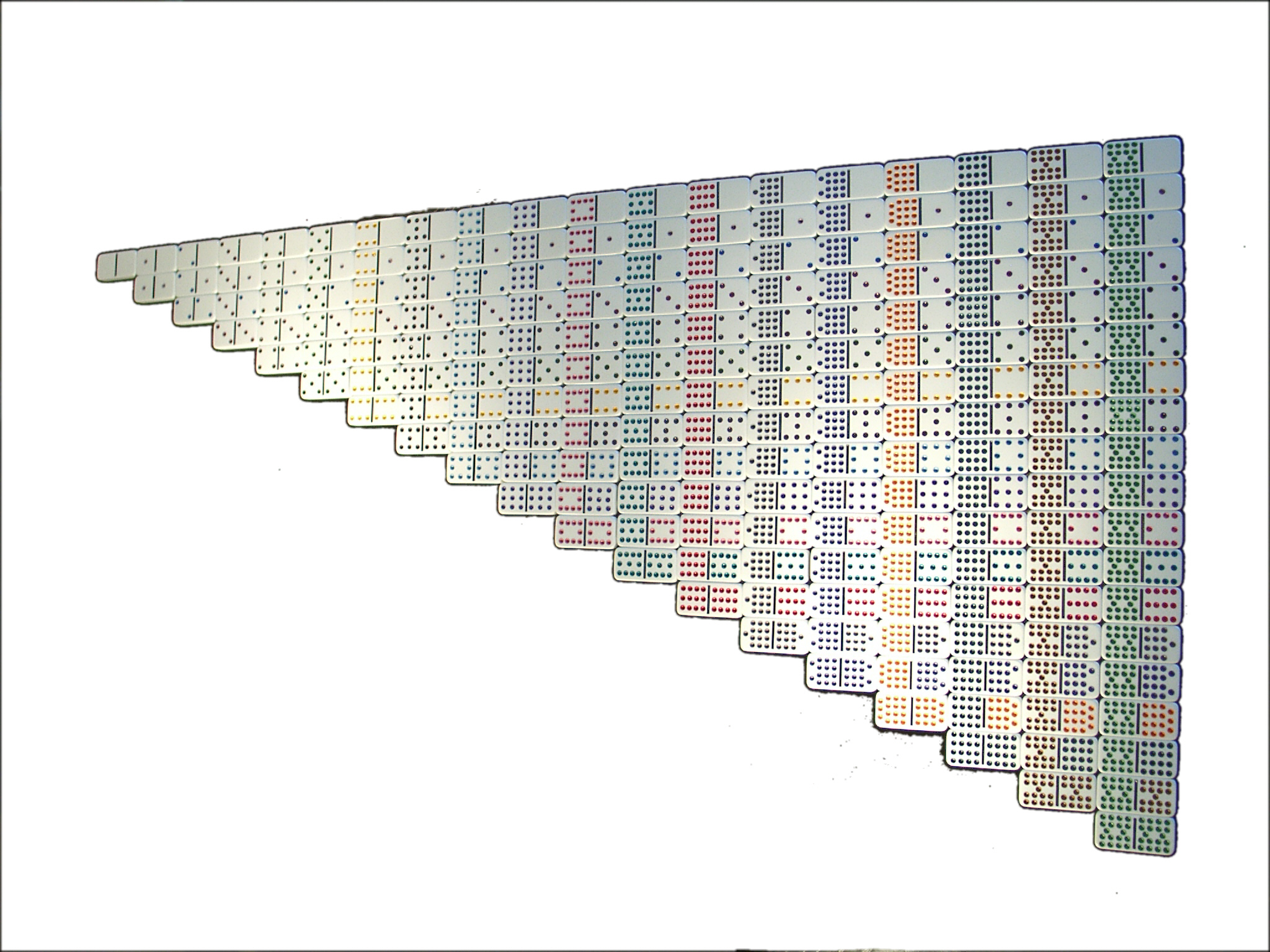
Alle Steine eines 18er Dominospiels

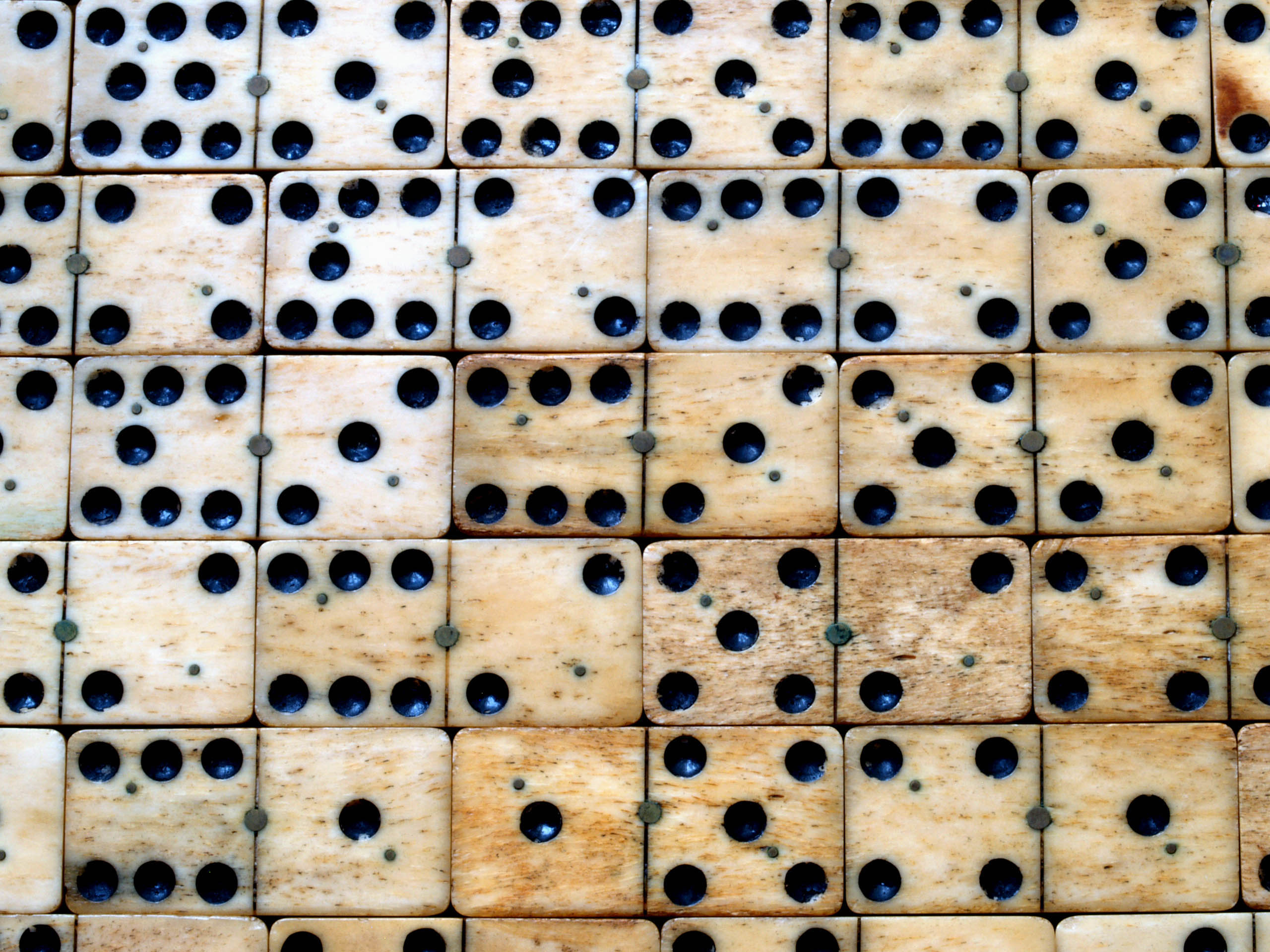
Spielsteine aus Walknochen

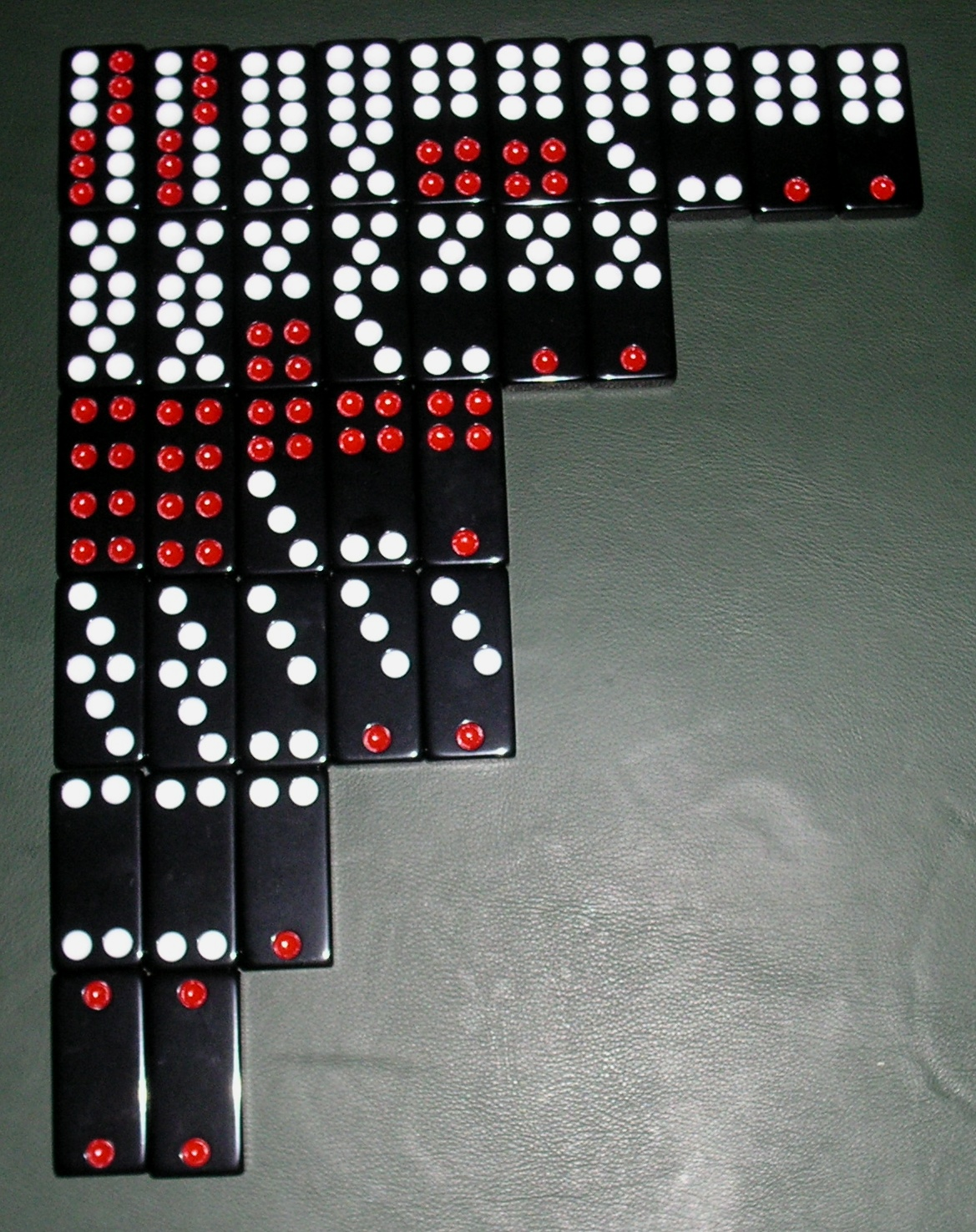
Die 32 Steine des chinesischen Dominospieles

Dominoeffekt

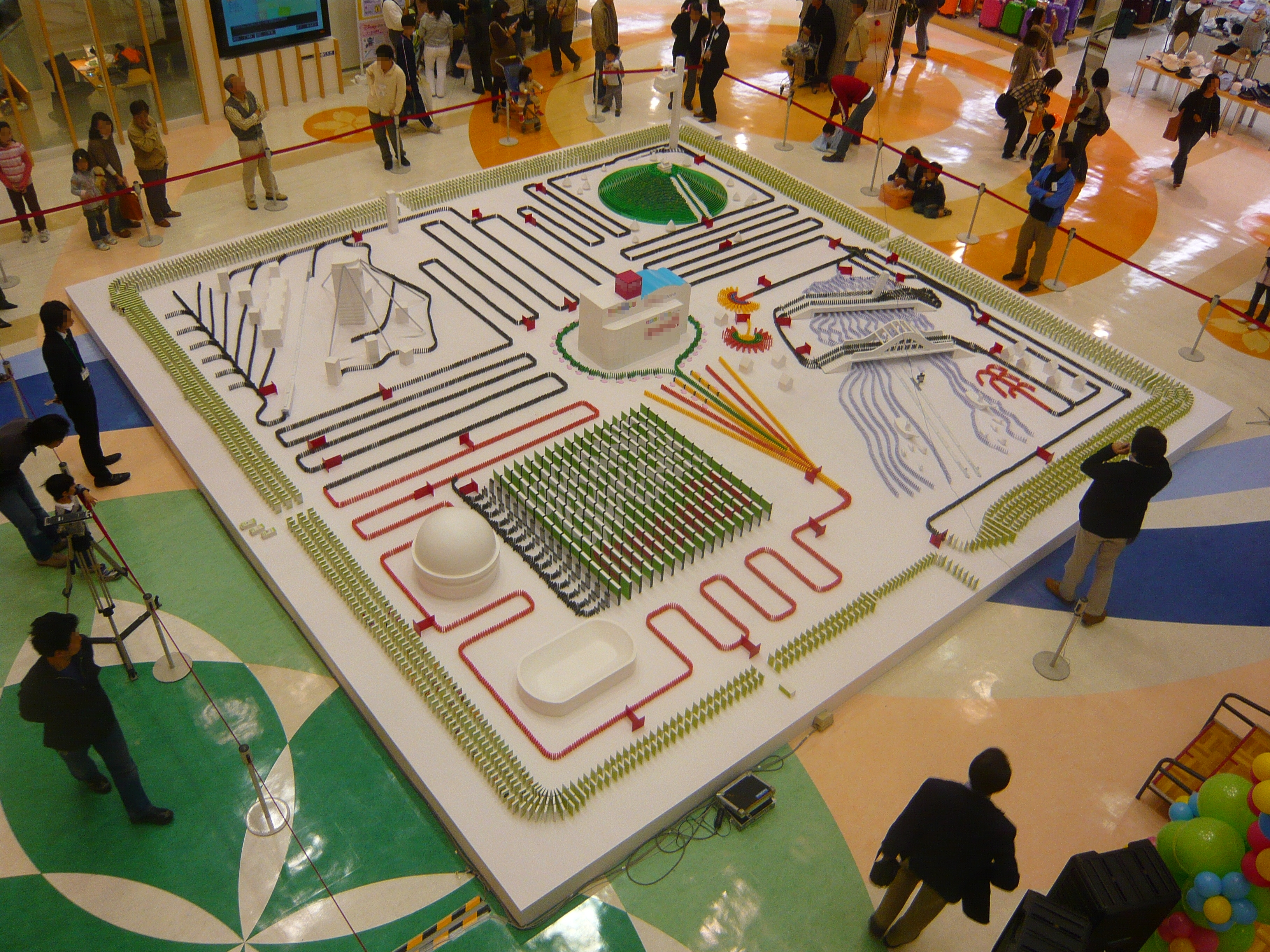
Dominoeffekt Fall

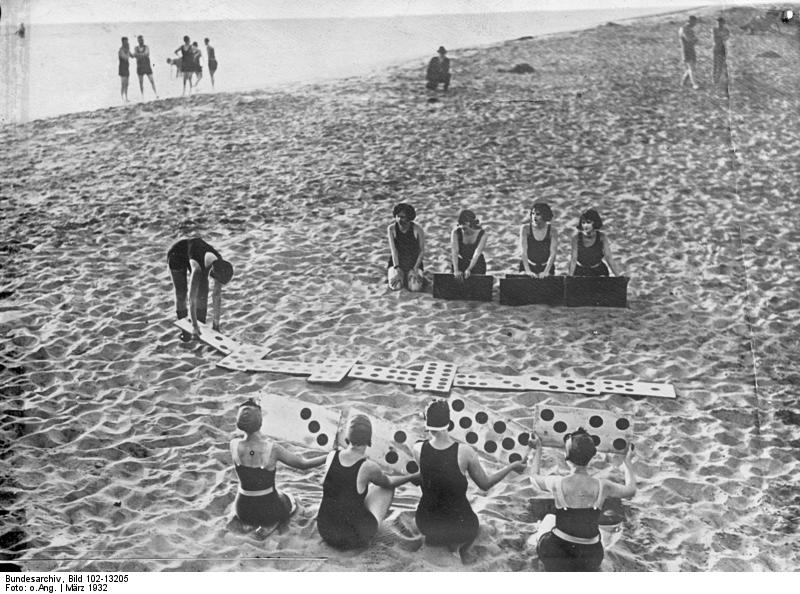
Strand-Domino, 1932 in Miami

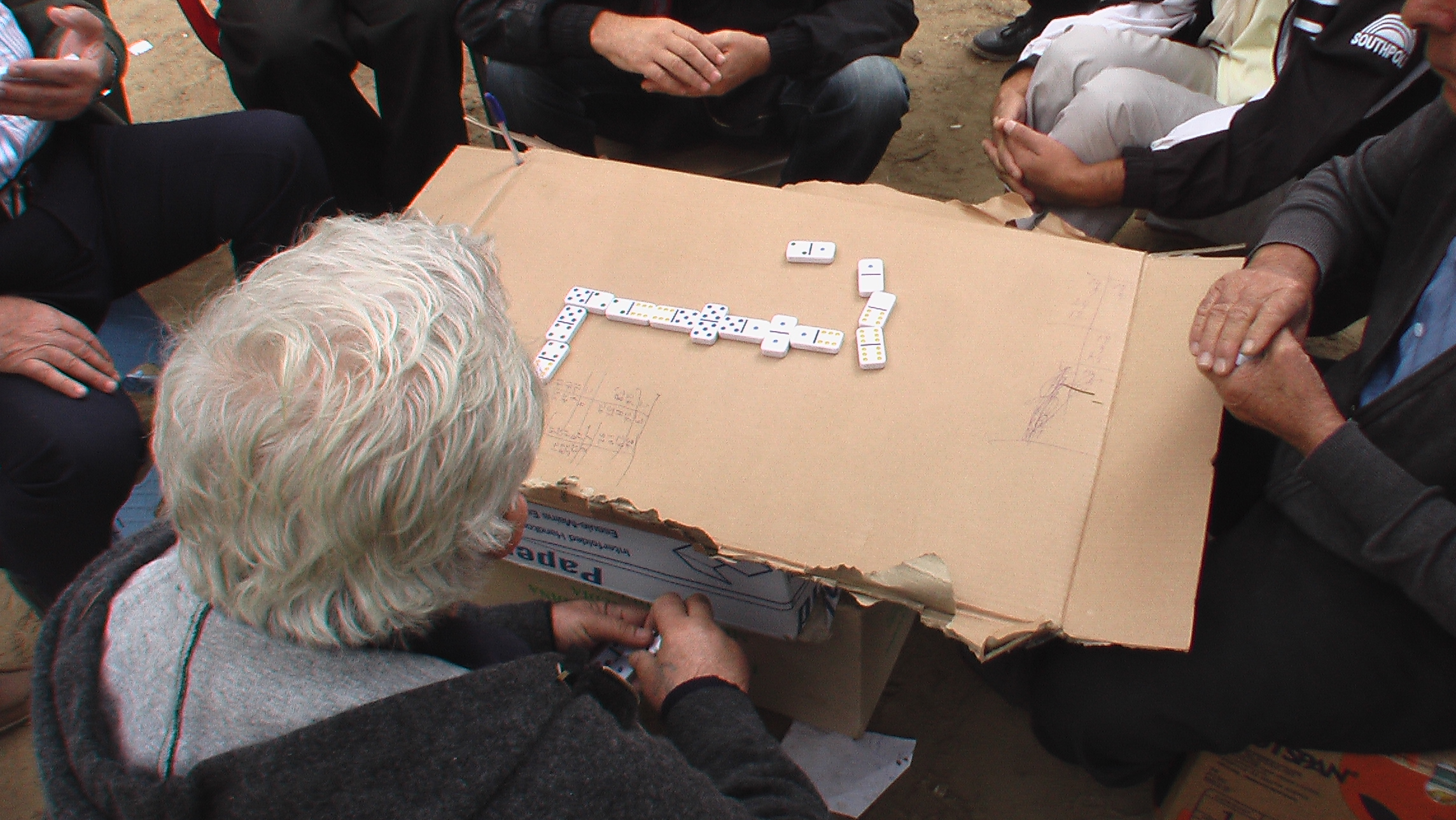
Domino-Spieler in einem Park in Tirana (Albanien)

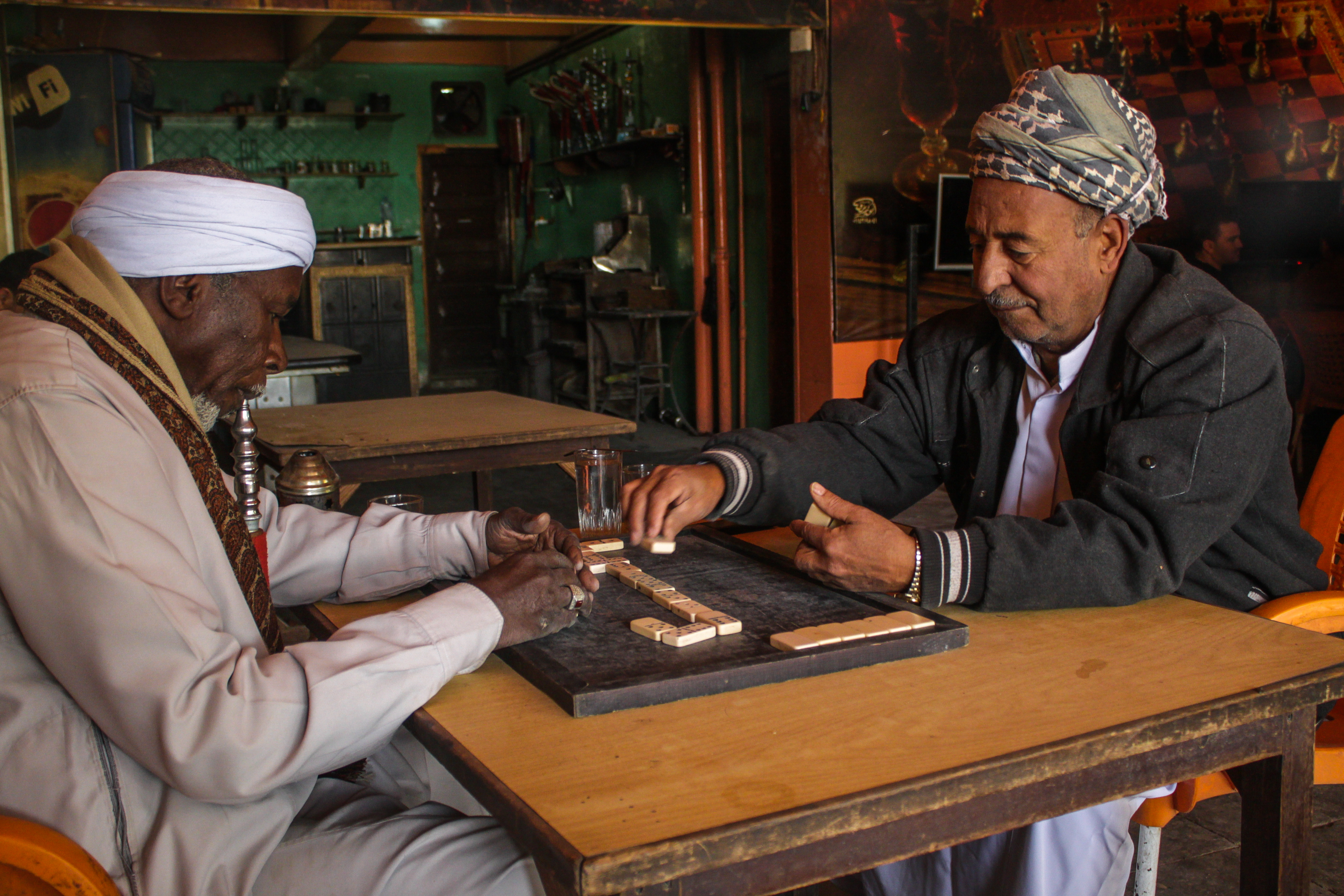
Domino-Spieler in Kairo

Domino ist ein Legespiel mit zumeist 28 (vgl. unten) rechteckigen Spielsteinen, meist aus Holz oder Kunststoff. Professionelle Spielsteine haben im Allgemeinen eine Größe von ca. 56 × 28 × 13 mm. Die Steine sind in zwei Felder geteilt, auf welchen zwischen null und je nach Umfang des Satzes bis zu 18 Augen in jeweils allen möglichen Kombinationen abgebildet sind. Nach der höchsten Augenzahl im Spiel unterscheidet man Doppel-6er, Doppel-9er, Doppel-12er, Doppel-15er und Doppel-18er Dominosets. Um das Spiel zu erleichtern, sind die Augenzahlen verschiedener Felder oft unterschiedlich koloriert.

## Geschichte
Die Herkunft des Dominospiels ist unklar. Chinesische Wurzeln und der Import der Steine durch Marco Polo werden vermutet, lassen sich aber nicht mit letzter Sicherheit belegen. Der Name zumindest lässt auf klösterliche Abstammung schließen, da er einmal von jenem langen schwarzen Mantel stammen kann, der scherzhaft als Domino bezeichnet wurde, oder aber von benedicamus domino, dem Siegesruf eines leidenschaftlich spielenden Abtes.
In den 1990er Jahren erschien in der Schweiz die erste Domino-Fach- und Satire-Zeitung Das schwarze Auge, redigiert von Großmeister (GM) Beat Melcher.
Der erste deutsche Dominosportverein „FIDO Deutschland e. V.“ wurde am 22. August 2004 in Hagenow gegründet.

## Regel
Die Grundregel der meisten Dominospiele besteht darin, abwechselnd Steine mit Feldern gleicher Augenzahl aneinanderzufügen. Es beginnt der Spieler mit dem höchsten Doppelstein (z. B. bei einem Doppel-6er-Domino mit 6/6), nachdem zuvor die Steine verdeckt gemischt und verteilt wurden. Je nach Anzahl der Teilnehmer bleiben Steine übrig, die den Talon bilden. Wer nicht anlegen kann, zieht zwei Steine aus dem Talon oder setzt aus, sobald dieser aufgebraucht ist. Wer zuerst alle Steine angelegt hat, ist Sieger. Ihm werden die Augenzahlen der übrigen Steine der Mitspieler als Pluspunkte gutgeschrieben.
Manche Varianten werden auch mit einem „Divisor“ gespielt. In diesem Fall erhält der Spieler Zusatzpunkte, wenn nach seinem Zug die Summe der Augen an allen Enden der Dominoschlange ohne Rest durch den Divisor geteilt werden kann. Übliche Divisoren sind:
- 6er-Domino: Divisor 5
- 9er-Domino: Divisor 5
- 12er-Domino: Divisor 7
- 15er-Domino: Divisor 9
- 18er-Domino: Divisor 11

Beispiel: Wenn bei einem Spiel mit dem 12er-Domino die Summen der freien Enden in der Dominoschlange gleich 21 ist, nachdem ein Spieler seinen Stein angelegt hat, so erhält dieser 21 durch 7 = 3 Bonuspunkte.

## Regelvarianten und andere Spiele mit Dominosteinen
Wie mit Spielkarten und Würfeln, so können auch mit Dominosteinen sehr viele verschiedene Spiele gespielt werden. Gewinner ist meist, wer zuerst alle seine Steine abgelegt hat. Einige Varianten heißen:
- Ungarisches Domino (Man darf so lange anlegen, wie man kann. Erst dann ist der Mitspieler an der Reihe)
- Italienisches Domino (Die Summe der Augen zweier Steine spielt eine Rolle)
- Französisches Domino (Die Steine werden nicht nebeneinander, sondern übereinander gelegt und eine Hälfte jeweils sichtbar gelassen)
- Bukidomino, ein in Wien Anfang des 20. Jahrhunderts verbreitetes Glücksspiel.
- Domino Whist, eine Variante des Blockdominos für vier Spieler in zwei Partnerschaften
- Pai Gow, ein Glücksspiel mit den 32 Steinen des chinesischen Dominospiels, das in Spielbanken in den USA, Macau und Australien angeboten wird
- Dominosa, ein Solospiel, erfunden von O.S.Adler, der die Anfangsbuchstaben seines Namens anhängte, verläuft ähnlich wie eine Patience.
- Bilderdomino, eine Kindervariante mit Bilderaufdruck, meist als Lernspiel gedacht.

Daneben wurden viele Kartenspiele für das Spiel mit Dominosteinen adaptiert, so z. B. Poker, Einundzwanzig, Euchre, Cribbage, Auction Pitch (unter dem Namen Forty Two), Pinochle, Bézique (unter dem Namen Bingo), Loo, Hearts, …, ebenso wie Patiencen.
Diese Spiele wurden vor allem im amerikanischen Bible Belt entwickelt, da dort Spielkarten als the devil’s prayer book verpönt sind, das Spiel mit Dominosteinen aber (gerade noch) toleriert wird. Umgekehrt findet sich das von den Dominospielen her bekannte Anlegen auch in gewissen Kartenspielen, so in Fan Tan, das darum auch als Kartendomino bekannt ist.
Domino wird in der Karibik mit vier Spielern gespielt (vgl. Domino Whist). Ähnlich wie bei dem deutschen Skat ist es wichtig, sich zu merken, welche Steine von welchem Spieler herausgelegt wurden. Spielt man diese Version des Domino, so erkennt man relativ schnell, dass es sich hier nicht mehr um ein Kinderspiel handelt.
Ziel ist es, seine Steine als erster abzulegen. Jeder legt im Uhrzeigersinn jeweils einen Stein ab, falls überhaupt angelegt werden kann. Falls nicht, muss man so lange aussetzen, bis man anlegen kann.
African Dominoes bezeichnet keine Form des Dominospiels, sondern Spielwürfel mit scharfen, das heißt nicht abgerundeten Kanten, die beim Craps verwendet werden.

## Mathematisches
Die Anzahl der Spielsteine ist die Dreieckszahl von {\displaystyle n+1} also  {\displaystyle {\frac {(n+1)(n+2)}{2}}}, wenn {\displaystyle n} die höchste im Spiel vorhandene Augenzahl ist.
Bei einem Spiel mit maximal {\displaystyle n} Augen wird eine bestimmte Augenzahl mit allen Werten von {\displaystyle 0} bis {\displaystyle n} kombiniert, einmal davon mit sich selbst.
Die Anzahl der Steine mit gleicher Augenzahl ist also {\displaystyle n+1}, die Anzahl der Steinhälften {\displaystyle n+2}.
Ist die maximale Augenzahl also gerade, so ist auch die Anzahl der Steinhälften mit gleicher Augenzahl gerade. Nur in diesem Fall ist es möglich, alle Steine zu einem geschlossenen Ring aneinanderzulegen. Das bedeutet insbesondere, dass man die Steine des großen Domino (9er) nicht zu einem Ring zusammenlegen kann. Es bleiben mind. fünf Steine übrig.
Die Gesamtzahl der Augen aller Spielsteine errechnet sich aus {\displaystyle \left(\sum _{k=0}^{n}k\right)\cdot (n+2)={\frac {n(n+1)(n+2)}{2}}}
Daraus ergibt sich:
| höchste Augenzahl | Anzahl der Spielsteine | Summe aller Augen |
| ----------------- | ---------------------- | ----------------- |
| 0                 | 1                      | 0                 |
| 1                 | 3                      | 3                 |
| 2                 | 6                      | 12                |
| 3                 | 10                     | 30                |
| 4                 | 15                     | 60                |
| 5                 | 21                     | 105               |
| 6                 | 28                     | 168               |
| 7                 | 36                     | 252               |
| 8                 | 45                     | 360               |
| 9                 | 55                     | 495               |

| höchste Augenzahl | Anzahl der Spielsteine | Summe aller Augen |
| ----------------- | ---------------------- | ----------------- |
| 10                | 66                     | 660               |
| 11                | 78                     | 858               |
| 12                | 91                     | 1092              |
| 13                | 105                    | 1365              |
| 14                | 120                    | 1680              |
| 15                | 136                    | 2040              |
| 16                | 153                    | 2448              |
| 17                | 171                    | 2907              |
| 18                | 190                    | 3420              |

## Taktik
- Bei den meisten Spielen geht es darum, einen Stein mit gleicher Augenzahl auf einer Hälfte anzulegen. Steine mit zwei gleichen Hälften („Pasch“) haben hier nur eine Möglichkeit des Anlegens, man wird sie daher schlechter los als andere. Ergo sollte man versuchen, diese so schnell wie möglich anzulegen.
- Werden bei Spielende durch einen anderen Spieler die auf der eigenen Hand verbleibenden Augen diesem gutgeschrieben, ist es sinnvoll, Steine mit vielen Augen bevorzugt auszuspielen, wenn es sonst keine Anhaltspunkte für eine andere Entscheidung gibt.
- Ergibt die Anzahl der bereits ausgelegten Steinhälften einer Augenzahl zusammen mit denen auf der eigenen Hand n+2, so sind weder im Talon noch bei anderen Spielern Steine mit dieser Augenzahl vorhanden. Legt man also einen Stein so an, dass beide Enden die gleiche derartige Augenzahl aufweisen, so kann man, weil niemand sonst anlegen kann, auch noch einen weiteren Stein mit dieser Augenzahl anlegen. Legt man den letzten derartigen Stein an, so endet das Spiel bei den meisten Spielarten umgehend.

## Mathematische Denksportaufgaben
Bei solchen Aufgaben sind vorgegebene Figuren zu bilden, bei denen die Augensummen in den entstehenden Zeilen und Spalten (und manchmal auch Diagonalen) gleich sind oder eine andere Bedingung erfüllen. Zusätzlich können Einschränkungen erfolgen, welche Dominosteine für die Aufgabe verwendet werden dürfen.

## Geschicklichkeitsspiel
Dominosteine können an ihrer Schmalseite aufgestellt werden, wobei sie sich dann in einem stabilen, aber empfindlichen Gleichgewicht befinden. Das bedeutet, dass ein solcher Dominostein durch einen leichten Stoß umgeworfen werden kann und dabei auch benachbarte Steine zum Fallen bringt (Domino-Effekt). Dieser Vorgang wird verwendet, um eine ganze Reihe oder auch Fläche derart aufgebauter Steine durch Anstoßen eines einzigen Steins zum Umfallen zu bringen. Das Geschicklichkeitsspiel besteht dabei jedoch nicht im Umfallenlassen, sondern im Aufstellen der Steine.
Für dieses Spiel werden häufig Steine ohne Augenaufdruck verwendet. Wenn die Steine in verschiedenen Farben gefärbt sind, ergeben sich beim Umfallen interessante grafische Effekte.

## Domino-Weltmeister
Immer zum Jahresende findet eine dezentrale FIDO-Domino-Weltmeisterschaft statt. Wenn sich Gruppen zu fünf Spielern zusammenfinden, spielen diese drei Runden mit einem Zwölfer-Dominospiel auf Divisor Sieben. Die Ergebnisse der drei Spiele werden an FIDO eingesandt, wo die Auswertung vorgenommen und der Weltmeister am darauffolgenden Tag bekanntgegeben wird.

### Bisherige Domino-Weltmeister
- 2023: Torsten Fornefeld, Deutschland[1]
- 2022: Björn Andreas Wolst
- 2021: Matthias Nolting, Deutschland[2]
- 2020: Alex Klee, Schweiz[3]
- 2019: Hege Lofthus, Norwegen[4]
- 2018: Max Nolting, Deutschland
- 2017: Frank Amling, Deutschland[5]
- 2016: Nick Nolting, Deutschland
- 2015: Hans Moskopp, Deutschland[6]
- 2014: Jürgen Polley, Deutschland[7]
- 2013: Guðný Ósk Scheving, Norwegen
- 2012: Chris Währen, Schweiz
- 2011: Hege Lofthus, Norwegen
- 2010: Thomas Caflisch, Schweiz
- 2009: Thomas Egeli, Schweiz
- 2008: Guðný Ósk Scheving, Island
- 2007: Alex Joss, Schweiz
- 2006: Marina Despotovic, Schweiz
- 2005: Irène Bader, Schweiz
- 2004: Walti Bader, Schweiz
- 2003: Ingo Rickmann, Deutschland
- 2002: Verena Huser, Schweiz
- 2001: Luzia Würsch, Schweiz
- 2000: Walti Bader, Schweiz
- 1999: Roland Behring, Deutschland
- 1998: Frank Lindemann, Deutschland
- 1997: Roswitha Siedelberg, Deutschland
- 1996: Sigrid Sagevik, Norwegen
- 1995: Anne Marie Hartvigsen, Norwegen

## Maria-Theresa-Cup
Die nach der WM zweitwichtigste jährliche Wettkampf-Veranstaltung im europäischen Domino-Sport ist noch vor der Europameisterschaft der Maria-Theresa-Cup, der erstmals 2002 im schleswig-holsteinischen Hochdonn ausgespielt wurde. Seitdem fand er jeweils im Spätsommer in Kollow (Schleswig-Holstein), Hagenow (Mecklenburg-Vorpommern) und Schwarmstedt (Niedersachsen) statt.

## Standardisierung der Dominosteine

Da die Verwendung von Domino-Schriftzeichen noch recht selten ist, werden Dominosteine in Computerprogrammen meist als Grafiken dargestellt;
hier die verschiedenen Steine des Doppel-6er-Dominos als SVG

Seit Version 5.1 vom April 2008 sind die Steine des Doppel-6er-Dominos in horizontaler und vertikaler Ausführung als Unicodeblock Dominosteine (Domino Tile Symbols U+1F030–U+1F093) Teil des Unicode-Standards und somit auch des Standards ISO/IEC 10646. Steine anderer Varianten wurden dort bisher (in Version 10.0 von 2017) nicht standardisiert.

### 100 Zeichen für 28 Steine
Der Codeblock enthält 100 verschiedene Schriftzeichen, obwohl wie oben berechnet ein Doppel-6er-Domino-Spiel nur 28 verschiedene Steine umfasst. Sieben davon verfügen in den beiden Hälften über eine identische Augenzahl (0|0 bis 6|6).
Die restlichen 21 Steine können mit der größeren Augenzahl zuerst oder mit der kleineren Augenzahl zuerst gelegt werden (z. B. 5|2 oder 2|5). Da Drehungen in der Zeichenkodierung nicht trivial abzubilden sind, wird daher für beide Möglichkeiten jeweils ein gesondertes Zeichen verwendet.
Außerdem verfügt jeder Dominostein über eine Rückseite, die separat kodiert wird.
Das ergibt 7 + 21 + 21 + 1 = 50 Zeichen.
Unterscheidet man außerdem nach horizontaler und vertikaler Ausrichtung, erhält man 2 × 50 = 100 Zeichen.

### Computerdarstellung
Für die Darstellung gibt es zwei verschiedene Ansätze. Entweder werden die Steine als Grafiken dargestellt oder man benutzt einen Font, welcher den Unicodeblock umfasst. Grafiken kommen üblicherweise bei Computerspielen zur Anwendung. Die Schriftzeichen eignen sich mehr für die Verwendung in Texten oder Tabellen.
Schriftarten, welche den Unicodeblock umfassen, sind z. B. BabelStone Han, Code2001, DejaVu Sans (alle Variationen), Everson Mono, FreeSerif, HanaMinA, Noto Sans, Quivira, Segoe UI Symbol und Symbola.

## Domino in der Kunst

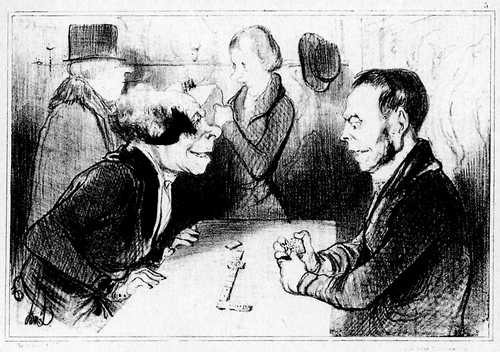
Dominospieler; Karikatur von Honoré Daumier, 1839

Das Dominospiel hat auch viele Künstler inspiriert: Von Honoré Daumier stammt eine bekannte Karikatur von Dominospielern. In der ersten Szene von Umberto Giordanos Oper Fedora spielen die Diener des Grafen Andrejewitsch eine Partie Domino.